# Toyota 4Runner
Toyota 4Runner — классический среднеразмерный внедорожник, производимый компанией Toyota с 1984 года. Построен на базе пикапа Toyota Hilux. Существует пять поколений автомобиля. По состоянию на 2014 год, 4Runner официально продается в США, Канаде, Центральной Америке, Багамах, Эквадоре, Перу и Чили.

## Безопасность
Согласно проведённым страховым институтом дорожной безопасности (IIHS) краш-тестам, в 2015 году Toyota 4Runner заработал следующие баллы:
| IIHS                                           | IIHS |
| ---------------------------------------------- | ---- |
| Фронтальный удар с 25%-м перекрытием           | M    |
| Фронтальный удар с 40%-м перекрытием           | G    |
| Боковой удар                                   | G    |
| Прочность крыши                                | G    |
| Подголовники и сиденья                         | G    |
| Протестированная модель: Toyota 4Runner (2013) |      |

## Объем продаж в США
| Год  | Кол-во проданных автомобилей |
| ---- | ---------------------------- |
| 1994 | ↗ 74,109                     |
| 1995 | ↗ 75,962                     |
| 1996 | ↗ 99,597                     |
| 1997 | ↗ 128,496                    |
| 1998 | ↘ 118,484                    |
| 1999 | ↗ 124,221                    |
| 2000 | ↘ 111,797                    |
| 2001 | ↘ 90,250                     |
| 2002 | ↘ 77,026                     |
| 2003 | ↗ 109,308                    |
| 2004 | ↗ 114,212                    |
| 2005 | ↘ 103,830                    |
| 2006 | ↘ 103,086                    |
| 2007 | ↘ 87,718                     |
| 2008 | ↘ 47,878                     |
| 2009 | ↘ 19,675                     |
| 2010 | ↗ 46,531                     |
| 2011 | ↘ 44,316                     |
| 2012 | ↗ 48,755                     |
| 2013 | ↗ 51,625                     |
| 2014 | ↗ 76,906                     |
| 2015 | ↗ 97,034                     |
| 2016 | ↗ 111,970                    |
| 2017 | ↗ 128,296                    |
| 2018 | ↗ 139,694                    |

## Первое поколение (N60/N61)
Первое поколение было представлено в США в августе 1983 года, как модель 1984 года. Единственным доступным кузовом являлся трёхдверный универсал с жёстким стеклопластиковым съёмным верхом над грузовым отсеком. Все модификации оснащались подключаемым полным приводом типа Part-time.
Со старта производства комплектовался рядным четырёхцилиндровым бензиновым двигателем 22R (2,4 л., 97 л.с.) с карбюраторной системой питания и 5-ступенчатой МКПП. Предлагался в двух- и пятиместной модификациях.
Пятиместная модификация отличалась увеличенным топливным баком и более комфортабельным салоном.
В августе 1984 года вместо двигателя 22R стал устанавливаться новый двигатель 22R-E (2,4 л., 113 л.с.) с электронной системой впрыска топлива, также стала доступна 4-ступенчатая АКПП.

### Рестайлинг
В августе 1985 года Toyota представила обновленную модель 4Runner, индекс N61, как модель следующего, 1986 года. Внешние изменения заключались в новой решётке радиатора, технически автомобиль изменился серьёзней. Зависимая рессорная передняя подвеска заменена на независимую с двойными рычагами на продольных торсионах. Задняя подвеска осталась зависимой рессорной. В дополнение к двигателю 22R-E начал устанавливаться двигатель 22R-TEC (2,4 л., 135 л.с.), оснащённый турбонаддувом.
В ноябре 1987 года на замену двигателю 22R-TEC пришёл V-образный шестицилиндровый 3VZ-E (3,0 л., 150 л.с.), агрегатированный с 5-ступенчатой МКПП, либо 4-ступенчатой АКПП.
В марте 1989 года все модификации 4Runner 1 поколения были сняты с производства, им на смену пришло второе поколение.

### Toyota Hilux Surf
Для внутреннего рынка Японии Toyota выпускала в 1984-1989 годах модель Hilux Surf, отличавшуюся от 4Runner правым рулём и устанавливающимися двигателями. Данная модель комплектовалась бензиновым двигателем 3Y-J (2,0 л., 105 л.с.) и дизельным 2L (2,4 л., 83 л.с.) с 5-ступенчатой МКПП.

## Третье поколение
Дебютировал весной 1995 года. В продажу в Северной Америке и в Канаде поступил осенью того же года, а в Европе и России - весной 1996 года.

### Рестайлинг
В 1998 году (1999 модельный год) Toyota 4Runner подвергся рестайлингу. В таком виде производился до осени 2002 года, когда в продажу уже поступило 4 поколение (N210 кузов).

### Hilux Surf
Существует версия Hilux Surf, аналогичная 4Runner'у. Продавался с осени 1995 года по 2002 год.

## Четвёртое поколение
Изначально информация о новом 4Runner появилась в начале 2002 года, но 4Runner 4-го поколения представлен в середине 2002 года, где производство стартовало в августе 2002 года. В северной Америке в продажу поступил в 2003 году (указан как 2003 модельный год). 

### Рестайлинг
В 2005 году Toyota 4Runner подвергся рестайлингу. Изменились фары, решетка радиатора, интерьер стал помягче. Поступил в продажу осенью 2005 года (Hilux Surf - в августе 2005 года). В сентябре 2007 года Toyota чуть обновила интерьер 4Runner'а. Добавлена функция Bluetooth. В таком виде машины поступили в продажу в начале 2008 года. В августе 2009 года завершилось производство 4Runner 4 поколения, но последний автомобиль сошёл с конвейера 27 сентября 2009 года. 

#### 4Runner Trail
С 2005 года также продавалась более светлая версия кузова 4Runner'а - 4Runner Trail. Производился также до 2009 года.

### Hilux Surf
В Японии, как известно, существует аналогичная версия 4Runner'а - Toyota Hilux Surf. Производился с 2002 по 2009 год, в 2005 году подвергся рестайлингу. 
|  |  |

### Результаты продаж в США
С 2003 по 2004 год продавалось большое количество машин: 114 тысяч.
С 2005 года по август 2008 года количество машин уменьшилось до 48 тысяч машин.
С 16 августа 2008 года по 27 сентября 2009 года количество машин уменьшилось до 19 тысяч машин благодаря экономическому кризису 2008 года (см. выше).

## Пятое поколение
Пятое поколение модели Toyota 4Runner выпускается в Японии с 2009 года. 
Был официально представлен летом 2009 года, вышел в продажу 28 сентября 2009 года. 
В 2013 году модель подверглась рестайлингу, а обновлённый автомобиль официально дебютировал на музыкальном фестивале «Stagecoach» в Калифорнии.

### Результаты продаж в США
Первоначально, в 2009 году, в продажу поступило 675 машин. 
С 2010 по 2018 год (кроме 2011 года) количество машин повысилось аж до 125 тысяч машин (в 2010 году было до 46 тыс. машин, в 2011 году было опять до 19 тыс. машин (как и в 2009 году до 27 сентября), но с января 2012 года количество машин повысилось по продажам). 
|  |  |

## Шестое поколение
Шестое поколение 4Runner было анонсировано 28 марта 2024 года и официально представлено 9 апреля 2024 года. 4Runner по-прежнему производится на заводе Toyota в Тахаре в Японии, несмотря на то, что он поставляется только с левым рулем, а продажи должны начаться в третьем квартале 2024 года. 
Автомобиль основан на той же платформе кузова на раме GA-F, что и пикап Tacoma, и у них много общих механических компонентов. Доступно девять уровней отделки салона; три верхних уровня отделки салона, все из которых используют одинаковую стандартную параллельную гибридную трансмиссию i-Force Max, — это Platinum для более роскошных ощущений; TRD Pro для высокоскоростного бездорожья; и Trailhunter для поездок по суше.
Trailhunter оснащен 33-дюймовыми внедорожными шинами, коваными амортизаторами Old Man Emu (OME) ARB 2,5 дюйма с задними внешними удаленными резервуарами, багажником на крыше, увеличенным на 2 дюйма и 1,5 дюйма спереди и сзади соответственно, высоко расположенным воздухозаборником для силового агрегата i-Force Max и высокопрочными стальными защитными пластинами. Для внешнего стиля Trailerhunter имеет решетку радиатора Toyota Heritage с бронзовой надписью «TOYOTA», встроенную 20-дюймовую светодиодную световую панель и светодиодные противотуманные фары с возможностью выбора цвета.
Как и его предшественники, 4Runner сохраняет функцию электрического опускания заднего окна. Инженерная группа сумела сохранить эту функцию, оценив каждый отдельный компонент в механизме функции и воспользовалась возможностями для снижения веса. 
1. ↑  Результаты IIHS теста (2013) (англ.)